# Audacious
Audacious (englisch für „kühn“) beziehungsweise Audacious Media Player („kühner Medienspieler“) ist ein freier Audioplayer. Die Software wird primär für unixoide Betriebssysteme entwickelt, seit Version 2.5 existiert jedoch auch eine Portierung für Windows.

## Entwicklungsgeschichte
Die Software wurde 2005 von Ariadne „kaniini“ Conill von Version 0.9.7.1 des Beep Media Player (BMP) abgespalten, dessen Entwicklung zum Erliegen kam.
BMP war wiederum eine Abspaltung des X Multimedia Systems (XMMS), welches von seinen Entwicklern ebenfalls nicht mehr gepflegt wurde, jedoch zwischenzeitlich mit XMMS2 in neuer Version weitergeführt wird. Das Audacious-Entwicklerteam konnte sich mit den für XMMS2 gesetzten Prioritäten nicht arrangieren und beschloss deshalb einen eigenen Audioplayer zu entwickeln. Ursprüngliches Motto war, „die höchstqualitative Audioreproduktion zu ermöglichen, vergleichbar mit der Windows-Software foobar2000, aber mit dem Aussehen von Winamp“.

### Ziele

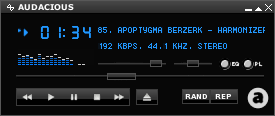
Die frühere Standard-Oberfläche im Stil von Winamp.

Wie seine Vorgänger, orientierte sich auch Audacious primär am Medienspieler Winamp, der in der Windows-Welt große Verbreitung fand. Die in späteren Winamp-Versionen hinzugekommene Unterstützung für Videos wird von den Entwicklern jedoch abgelehnt, da man sich auf einen Betriebsmittel-schonenden Audiospieler konzentrieren wolle.
Audacious verfügt über mehrere Grafische Benutzeroberflächen und kann als Daemon ausgeführt werden. Die klassische Variante wurde von BMP übernommen und ist letztlich ein Klon von Winamp, sodass auch dessen „Classic-Skins“ unterstützt werden. Eine neuere Oberfläche wurde zunächst mit GTK+ 3 realisiert und legt weniger Wert auf Design, als auf den Funktionsumfang. War die BMP-Oberfläche lange Zeit der Standard von Audacious, fokussierten sich die Entwickler ab Version 2.4.0 auf die GTK+-Variante. Anfang 2015 wurde diese auf Version 2 zurückportiert, da man mit der Entwicklung der Version 3 von GTK+ unzufrieden war. Zeitgleich wurde eine in Qt geschriebene Oberfläche mit der Version 3.6-beta1 von Audacious vorgestellt, die für die Mac-OS-X-Portierung als Standard eingesetzt wird und ab Version 4.0 die GTK+-Variante generell als Standard ablöste. Mit Version 3.7 wurde auch die klassische BMP-Oberfläche in Qt neu geschrieben.
Mit Erscheinen der Version 4.0-beta1 wurde die Oberfläche in der aktuellen Version 5 von Qt realisiert. Im Zuge dessen kündigten die Entwickler an, die GTK-Oberfläche künftig zwar um Fehler bereinigen, nicht aber weiterentwickeln zu wollen. In Version 4.1-beta1 wurde die Qt-Oberfläche vollständig in die Microsoft-Windows-Portierung integriert und dort nun ebenfalls als Standard gesetzt.

## Technisches
Audacious verfügt über eine Plug-in-Schnittstelle, die das Programm modular macht. Diese umfasst sechs Plug-in-Kategorien:
Transportbeschreibt sämtliche Methoden um Dateien abzurufen, sowohl lokal wie über Netzwerkverbindungen.
Wiedergabelisteumfasst Parser für verschiedene Dateiformate an Wiedergabelisten.
Eingabeumfasst Codecs für die Dekodierung und stellenweise auch Transkodierung von Audioformaten. Hierzu wird auf die Programmbibliotheken von FFmpeg zurückgegriffen.
Visualisierungsmodusumfasst Plug-ins für die Audiovisualisierung.
Effektemodifizieren den Klang des Audiomaterials in Echtzeit während der Wiedergabe.
Allgemeinbeschreibt generelle Funktionserweiterungen, beispielsweise OSD-Titelanzeige.
Viele der verfügbaren Plug-ins werden auf der offiziellen Website zusammengefasst in einem separaten Paket angeboten, dessen Verwendung empfohlen wird. Da so ein Großteil des Funktionsumfangs von Audacious auf zu- bzw. abschaltbaren Plug-ins beruht, ist es dem Benutzer möglich, das Programm auf seine persönlichen Bedürfnisse anzupassen. Nativ ist die Software in der Lage, verschiedene Soundarchitekturen (ALSA, PulseAudio, OSS, JACK) zu bedienen. Weitere typische Funktionen wie Streaming-Fähigkeit (zum Beispiel Internetradio), das Erstellen von Wiedergabelisten oder die nachträgliche Feinabstimmung des Klangs per Equalizer sind ebenfalls vorhanden. Audacious findet sich in den Repositories der meisten Linux-Distributionen.